# Maderesmus tepoztlanus
Maderesmus tepoztlanus är en mångfotingart som beskrevs av Chamberlin 1943. Maderesmus tepoztlanus ingår i släktet Maderesmus och familjen Cryptodesmidae. Inga underarter finns listade i Catalogue of Life.